# مرجه (استان غلیزان)
مرجه (به عربی: المرجة) یک شهرداری در الجزایر است که در استان غلیزان واقع شده‌است.